# Raymon van der Biezen
Raymon van der Biezen (né le 14 janvier 1987 à Heesch) est un coureur cycliste et entraineur néerlandais, spécialiste du BMX.

## Biographie
Il est sélectionné pour représenter les Pays-Bas aux Jeux olympiques d'été de 2012. Il participe à l'épreuve de BMX. Lors de la manche de répartition, il réalise le meilleur temps des engagés. En quarts de finale, il remporte ses trois manches et se qualifie pour les demi-finales. Lors de celles-ci disputées sur trois courses, il termine successivement 1er, 2e et 5e des manches et se classe deuxième au général de sa série. Il dispute la finale, où il prend la quatrième place.
Il arrête sa carrière en 2016. Il est ensuite employé par la Fédération néerlandaise comme entraîneur adjoint de BMX entre février 2018 et mai 2019, date à laquelle il est nommé entraîneur national à la place de Bas de Bever. Sous sa direction, Niek Kimmann est devenue champion olympique en 2021, tandis que Laura Smulders est devenue championne du monde en 2018, tout comme Twan van Gendt en 2019. Peu après, Van der Biezen quitte son poste en décembre 2021, pour passer plus de temps en famille. Il est remplacé par Martijn Jaspers.

## Palmarès en BMX

### Jeux olympiques
- Pékin 2008
  - 9e du BMX
- Londres 2012
  - 4e du BMX

### Championnats du monde
- 2008
  - 13e du championnat du monde de BMX
- 2010
  - 5e du championnat du monde de BMX
- 2011
  - 26e du championnat du monde de BMX
- 2015
  - 6e du championnat du monde de BMX

### Coupe du monde
- 2007 : 8e
- 2008 : 6e
- 2009 : 4e
- 2010 : 8e
- 2011 : 3e
- 2012 : 15e
- 2013 : 19e
- 2014 : 19e
- 2015 : 53e
- 2016 : ?e

### Championnats d'Europe
- Vérone 2016
  -  Champion d'Europe de BMX

### Championnats des Pays-Bas
- 2010
  -  Champion des Pays-Bas de BMX